# A Persona: Trinity Soul epizódjainak listája
A Persona: Trinity Soul egy 26 részes anime sorozat.
Először a Tokyo MX és a BS11 csatornán sugározták 2008. január 5-étől 2008. június 28-áig.
Az MBSen 2008. január 5-étől 2008. július 5-éig, az Animaxen és a Chiba TV-n 2008. január 7-étől 2008. június 30-áig, a CBC-n 2008. január 9-étől 2008. július 2-áig, a JOUS-TV-n és a tvk-n 2008. január 12-étől 2008. július 5-éig és a GyaO-n 2008. január 13-ától 2008. július 6-áig sugározták.

## Epizódok
| # | Epizód címe                                           | Első japán sugárzás |
| --- | ----------------------------------------------------- | ------------------- |
| 1 | Toku A Senzai (特A潜在)                               | 2008. január 5.     |
| Ryō Kanzatót az Ayanagi Rendőrkapitányság főnyomozóját kiküldik a Japán Parti Őrség PL52 Akaishi hajójához, mert egy tengeralattjáró legénysége eltűnt. Ez idő alatt a városban újabb különös baleset történik. Ryō megmenti Yumi Tasakát akinek Personáját egy ismeretlen férfi akarta elvenni. Ryōhoz költöznek testvérei Shin és Jun. Shin Personája elpusztítja az ismeretlen férfi Personáját. |                                                       |                     |
| 2 | Kagenuki (影抜き)                                     | 2008. január 12.    |
| Shint a Personája mentette meg a végzetétől, amikor üldözték. Shin és Jun első napja az iskoláikban. Megismerkednek Takurōval és Megumival. Shin karaoke bárba megy Megumival, Takurōval és Kanaruval de a lányokat megtámadják. |                                                       |                     |
| 3 | Marebito (マレビト)                                   | 2008. január 19.    |
| Shint, Takurōt és Kanarut beidézték a rendőrségre a karaoke bárban történtek miatt. Junt meglátogatja Eiko. Shint figyelmezteti Ryō, hogy a várost el kell hagynia. |                                                       |                     |
| 4 | Kujira no Hane (くじらのはね)                         | 2008. január 26.    |
| Itō nyomozó elkezdi Ryō megfigyelését mert tudja, hogy a „Reverse” ügyben fontos információkat titkol el. Jun eltűnik, majd a tengerparton találnak rá. |                                                       |                     |
| 5 | Shiirareta Ketsugō (強いられた結合)                   | 2008. február 2.    |
| Shin és Jun bemegy egy elhagyatott koncert terembe. Shin Personája Sōtarōjéval küzd, ezt látva Juné is felébred. Sōtarō megsérül és elmenekül. Ryō azt mondja Shinnek, hogy a saját érdekében minél előbb el kell hagynia a várost. Ezzel a kapcsolatuk még rosszabb lesz. Takurō Personája felébred miután Sōtarō Okazaki halálával viccelődik. |                                                       |                     |
| 6 | Shochō ga Kieta Hi (署長が消えた日)                   | 2008. február 9.    |
| Az Ayanagi Rendőrkapitányság a „Rendőrfőnek egy Napra” ünnepségre készül. Ezen az ünnepségnek egy sztárnak kellene az ittas vezetésről beszélni, de a repülőgépe viharba keveredett. Itō és Narasaki ráveszi Megumit és Kanarut, hogy ők lépjenek fel. Ryōt egy újabb ügyhöz hívjak, de kiderül, hogy ez téves riasztás. Ryōnak fel kell vennie egy medve jelmezt és gyerekeknek kell lufit adnia. Ryōhoz gyerekek futnak oda akiket el akarnak rabolni, de Ryō a medve jelmezében szétveri őket majd beviszi őket a rendőrségre. Később Shin, Jun, és Takurō találkozik hazafelé menet Megumival és Kanaruval, majd találkoznak a medve jelmezbe bújt Ryōval és Shin kér tőle egy világoskék lufit. |                                                       |                     |
| 7 | Watashi to Iu Tasha (私という他者)                    | 2008. február 16.   |
| Shin, Jun, Megumi, Kanaru és Takurō Yumival bemegy egy fogadóba Ayanagi külvárosában. Takurō a Personájának a használatát gyakorolja. Meguminak a Personája felébred amikor látja, hogy Yumi egy fehér tollért nyúl a világítótorony tetejéről. Yumi leesik a világítótoronyról, de Megumi megmenti. Shin találkozik egy vörös hajú lánnyal. |                                                       |                     |
| 8 | Kusunoki no Shita de (クスノキの下で)                 | 2008. február 23.   |
| Morimoto egy régi barátja érkezik az iskolába és vele együtt a "csínyek" is. A csapat eldönti, hogy utánajár a történteknek. Két csoportra oszlanak: Shin, Jun és Kanaru az egyik, Takurō és Megumi a másik csoport. A két idősebb fiú nagyon fél addig a lányok megtalálják Morimoto barátnőjét a biológia terem padlóján. Eközben Jun az iskola udvarában egy kámforfa mellett találkozik egy Personával. |                                                       |                     |
| 9 | Umi kara no Yobigoe (海からの呼び声)                  | 2008. március 1.    |
| Eiko elhívja Shint, hogy együtt járjanak utána a tengeralattjáró eltűnt személyzetének. Eiko elmeséli Shinnek, hogy Junt tíz évvel ezelőtt megműtötték és ezért viselkedik néha úgy mint egy lány. Eiko elmeséli Shinnek azt is, hogy majdnem meghalt amikor búvárkodott és, hogy fényt látott a tengerfenéken. Kimennek egy hajóval a tengerre majd az egész tenger tele lesz tollal. Shin ugyanazt álmodja amit Eiko mesélt neki. |                                                       |                     |
| 10 | Kage wa Hakubo ni Warau (影は薄暮に微笑う)            | 2008. március 8.    |
| Miközben Shin elment Eikóval, addig Takuro Megumi segítségével gyakorolta a Personájának használatát. Ryo, Jun és Mayuri együtt mennek moziba. Mayuri később egy felüljárón találkozik Ryoval, de ekkor megjelenik Tōma akit már Ryo egyszer megölt. Ryo és Toma Personái egymásnak esnek. Ryo elmegy Eikóhoz a hullaházba, hogy megnézze Tōma hulláját. |                                                       |                     |
| 11 | Izon no Teigi (依存の定義)                            | 2008. március 15.   |
| Shin, Takurō, és Megumi rájön, hogy Kanaru „rászokott” a Personájának a megidézésére. Ezután a kollégiumban aludtak, hogy megakadályozzák, hogy Kanaru újra megtegye ezt. Kanaru megígéri, hogy soha többé nem tesz ilyet, de nem tartja be a szavát. Shin észreveszi ezt és megpofozza. Kanaru szégyenében elbújik a parkban. Shin találkozik Mayurival aki elvezeti Kanaruhoz. Bemegy hozzá majd megígéri, hogy megvárja kint amíg lenyugszik. Kanaru hányni kezd majd Shin besiet hozzá segíteni. Shin átöleli Kanarut majd Kanaru Personája felemeli őket. |                                                       |                     |
| 12 | Kyūsaisha (救済者)                                    | 2008. március 22.   |
| Ryo meglátogatja Yumit a kórházban, Shin arról kérdezősködik, hogy akkor miért volt ott. Eiko elmondja Itonak, hogy Ryo valószínűleg az „Apathy Syndrome” ügyekről rejteget valamit. Ryo találkozik egy hídon Keisuke Komatsubarával aki elmondja neki, hogy el fogja venni a Personáját. |                                                       |                     |
| 13 | Shu ni Somaru Setsugen (朱に染まる雪原)               | 2008. március 29.   |
| Mariya megöli Yujit. Ito és Eiko összedolgozik és Eiko egy nyomkövetőt rejt Ryō autójában. Ryō a hegyekben megküzd Keisuke Personájával. Ryō megsérül a harcban, de így is legyőzi ellenfelét. Mielőtt Eiko odaért volna hozzá, hogy segítsen rajta Ryō Personája rálő ezzel megölve őt. Eiko halálával egy időben Jun is összeesik. |                                                       |                     |
| 14 | Hazama no Hōkō (狭間の彷徨)                           | 2008. április 5.    |
| Shin elmegy a rendőrségre, hogy kiderítse mi történt Ryōval és Eikoval mert az újságokban azt írják, hogy eltűntek, majd később azt, hogy meghaltak. Akihiko megjelenik a rendőrségen. Sōtarō egy étteremben találkozik Shinnel. Egy ismeretlen ember Personája megvadul a városban de lelövik ezzel megölve. Shin látja Ryōt az égen a Personájával és fehér tollakkal, de amikor a fények visszajönnek eltűnnek az égről. |                                                       |                     |
| 15 | Ashita o Tozasu Mono (明日を閉ざすもの)               | 2008. április 12.   |
| Akihiko Sanada és Inui elmondja az igazságot a Nagamori Gakuen tanulóinak. |                                                       |                     |
| 16 | Kaihō no Ko to Chiyu no Seirei (解放の子と治癒の聖霊) | 2008. április 19.   |
| Shin, Takuro és Ito is szerepel Akihiko tervében, hogy lekapcsolják a Marebitót, de Shin és Takuro Personáit Sotaroé és Udoé lefoglalja. A dolgok rosszabbra fordulnak amikor Sotaro Personája meglövi Jun vállát. Akihiko ellátja Jun sérüléseit. |                                                       |                     |
| 17 | Kaze no Sato nite (風の里にて)                        | 2008. április 26.   |
| Miközben Jun a sérüléséből gyógyul, Megumi visszaemlékezik, hogy miért nem akarja a Personáját használni. A bátyja Tomoya akkor halt meg amikor a Megumi Personája felébredt. Ezért az anyja utálta őt. Megumi megmentette az édesanyját majdnem elütötte. |                                                       |                     |
| 18 | Shizumu Yume (沈む夢)                                 | 2008. május 3.      |
| Jun elkezd Ayanéval randizni. Shin követi őket a parkba. Shin elgondolkozik, hogy ki is Ayane valójában. |                                                       |                     |
| 19 | Kikansha (帰還者)                                     | 2008. május 10.     |
| Miután Takuro megunja Megumi táncikálását nézni egy apjára emlékeztető személyre lesz figyelmes a parton. Inui elmondja Shinnek, hogy az „Apathy Syndrome”-ban szenvedők más lélekkel de akár más testben is visszatérhetnek. Takuro és az apja elbeszélgetnek arról, hogy mi változott az alatt az idő alatt amíg nem látták egymást. |                                                       |                     |
| 20 | Omoide (おもいで)                                     | 2008. május 17.     |
| Shin találkozik Junnal, de észreveszi, hogy Yuki irányítja a testét aki elmondja, hogy Ryo és Jun még mindig él egy másik világban. Akihiko rájön, hogy Shin apjának mi volt a valódi munkája. Yukit elrabolja Saki, majd Kanaru Personája felébred. |                                                       |                     |
| 21 | Zankoku (残刻)                                        | 2008. május 24.     |
| Narasakin az „Apathy Syndrome” tünetei jelennek meg, így Akihikónak minél előbb meg kell találnia a Marebito rejtekhelyét. Keisuke feltámad miután megpróbálta Jun irányítani a Personáját. Ekkora a Marebito tagjainak nagy részének a Personája irányíthatatlanná válik. Shin találkozik Hiiragival aki részt vett Keisuke kísérleteiben így megérti, hogy a szülei mért hagyták ott a kísérletet. |                                                       |                     |
| 22 | Yorishiro (依り代)                                    | 2008. május 31.     |
| Itónak és Akihikónak megparancsolják, hogy ne nyomozzanak a Marebito után. Shin, Takuro és Kayano megtalálják a rejtekhelyüket majd megküzdenek Keisukéval és Ayanéval. Jun Personája újjáébredt, Morimoto segítségével Shin legyőzi Ayanét, de szinte mindenki eszméletét veszti. |                                                       |                     |
| 23 | Kizuna o Idaite (絆を抱いて)                          | 2008. június 7.     |
| Shin, Kanaru, Takuro és Megumi megmenekült a Marebito rejtekhelyről. Kanaru elmondja Meguminak, hogy egy robot akit Keisuke azért hozott lére, hogy megfigyelje az olyan tanulókat akiknek van personájuk. Shin az estét Kanaruval tölti. Kanaru Shin kezében hal meg. |                                                       |                     |
| 24 | Shokuzai no Kusabi (贖罪の楔)                         | 2008. június 14.    |
| Kiderül, hogy Ayane miatt a történt tíz évvel ezelőtt a katasztrófa. Ryoval és szüleivel találkozott mielőtt előhívta a Personáját. Tollak szóródtak szét a városban amikor Shin elpusztítja Ayane Personáját. |                                                       |                     |
| 25 | Iwarenaki Sōshitsu (謂れなき喪失)                     | 2008. június 21.    |
| Inui megsérül amikor Ayane visszahozza a klónját majd annak Personájával leállítja a város felé közelgő Nakamurát és csapatát. Akihiko megpróbálja megállítani a klónt. |                                                       |                     |
| 26 | Fujō suru Mirai (浮上する未来)                        | 2008. június 28.    |
| Shin Junon keresztül próbál Ryóval beszélni. Takuróval és Megumival együtt megküzd Ayane klónjával. Ryo is csatlakozik amikor Shin megpróbálja elpusztítani az összes Personát. Jun és Ryo felépül. Megumi és Shin egy másik város iskolájába jár tovább. Takuro pedig egy bolt tulajdonosa lesz. Jun Ayanagiban marad a Naganomori Gakuen kollégiumában. |                                                       |                     |

## Külső hivatkozások
- Hivatalos weboldal
- A Tokyo MX hivatalos weboldala Archiválva 2009. június 1-i dátummal a Wayback Machine-ben